# Primož Prošt
Primož Prošt (* 14. Juli 1983 in Trbovlje, SR Slowenien, SFR Jugoslawien) ist ein slowenischer Handballspieler. 

## Vereinskarriere
Primož Prošt spielte bis 2004 beim slowenischen Klub RK Rudar Trbovlje und anschließend bis 2008 bei Gorenje Velenje. Dann wechselte der 1,86 Meter große Handballtorwart nach Dänemark zum Verein Bjerringbro-Silkeborg.
Ab 2011 stand Prošt in Frankreich beim Erstligisten Montpellier AHB unter Vertrag, mit dem er 2012 Meister wurde. Im September 2012 leitete die französische Justiz ein Ermittlungsverfahren gegen acht Spieler von Montpellier, darunter auch Primož Prošt, wegen Betrugsverdachts ein. Die Mannschaft soll ein Spiel in der französischen Liga absichtlich verloren haben, um Verwandten der Spieler hohe Wettgewinne von bis zu 200.000 Euro zu ermöglichen. In der Folge wurde Prošt von Montpellier entlassen.
Ab Februar 2013 stand er in Deutschland beim Bundesligisten Frisch Auf Göppingen unter Vertrag. Mit Göppingen gewann er 2016 und 2017 den EHF-Pokal. Im Sommer 2019 wechselte er zum Wilhelmshavener HV. Ein Jahr später schloss sich Prošt dem Bundesligisten TV Bittenfeld an, den er im Januar 2022 vorzeitig verließ. Ab der Saison 2022/23 steht er beim schwedischen Erstligisten IFK Ystad HK unter Vertrag.

## Auswahlmannschaften
Prošt gehörte zum Kader der slowenischen Nationalmannschaft, mit der er an der Europameisterschaft 2012 in Serbien und an der Weltmeisterschaft 2013 in Spanien teilnahm.